# Pericyma squalens
Pericyma squalens är en fjärilsart som beskrevs av Lederer 1855. Pericyma squalens ingår i släktet Pericyma och familjen nattflyn. Inga underarter finns listade i Catalogue of Life.